# کشتی مدرسه‌ای
کشتی مدرسه‌ای نوعی از کشتی غیر حرفه‌ای است که در مدارس ایالات متحده آمریکا آموزش داده می‌شود.